# Операция Искра
Операция „Искра“ е планирана от Георгий Жуков военна операция на Ленинградския и Волховския фронт на Червената армия.
Провежда се между 12 и 30 януари 1943 г. с цел разбиване на Блокадата на Ленинград. В англоговорещите страни операцията е позната под името Operation Spark.

## Развитие
Съветските фронтове, под управлението на Жуков и Ворошилов, имат 21 дивизии с 302 800 души за изпълнение на начинанието. В тежки битки срещу немската 18 армия те успяват да прекъснат германския кръг на обсада и отварят тесен коридор, лежащ в обсега на немската артилерия. Едва след Ленинград-Новгородската операция, от януари до март 1944, успяват да разбият блокадата. Германски танкове Тигър, заграбени по време на операцията, постъпват на снаряжение в съветската армия, за да се открие ефективно противодействие срещу немския „Панцер“. Съветските загуби от операцията възлизат на 33 940 убити и безследно изчезнали.